# Air Namibia
Air Namibia war die staatliche nationale Fluggesellschaft Namibias mit Sitz in Windhoek und Basis auf dem Hosea Kutako International Airport. Am 10. Februar 2021 verkündete die namibische Regierung die geordnete und freiwillige Abwicklung der Fluggesellschaft. Der Betrieb wurde mit Wirkung zum 11. Februar d. J. eingestellt.

## Geschichte

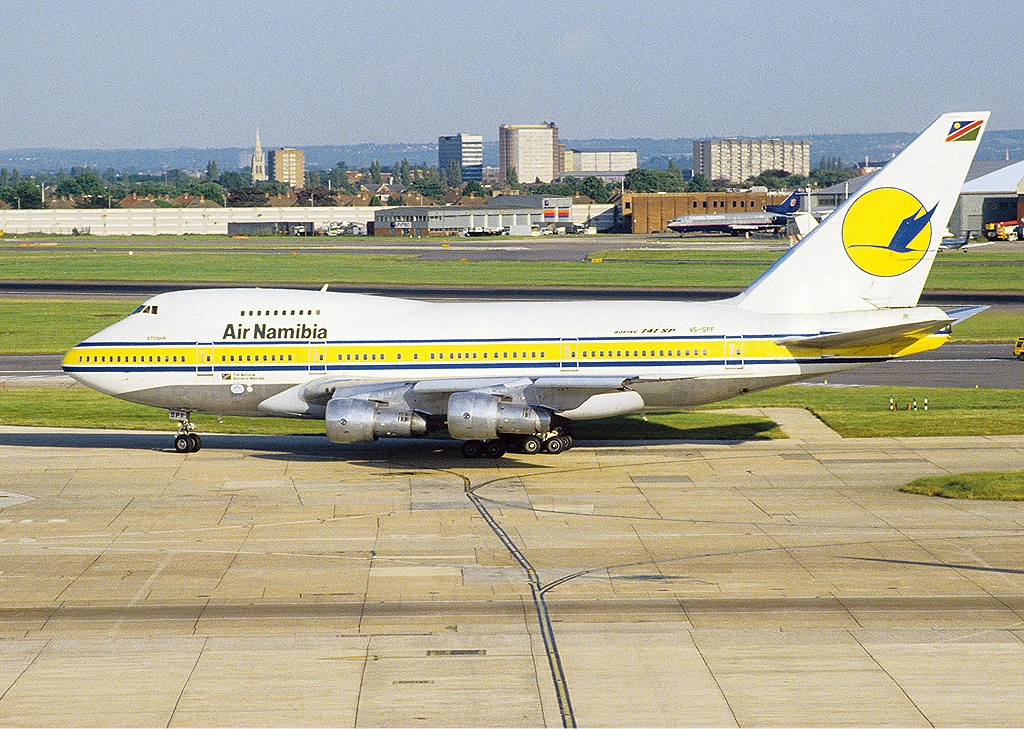
Boeing 747SP der Air Namibia im Jahr 1994

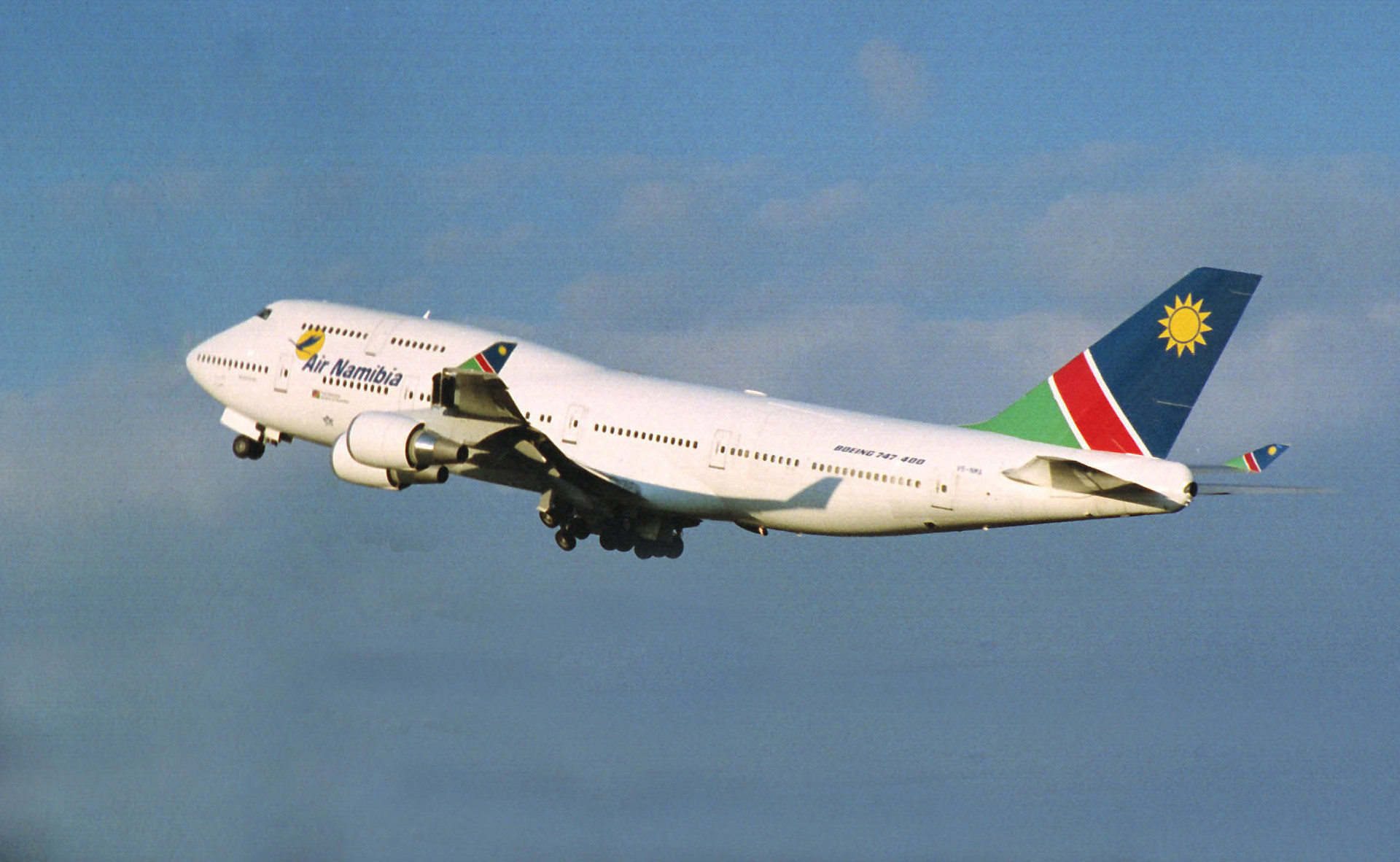
Boeing 747-400 M Combi von Air Namibia mit dem Kennzeichen V5-NMA

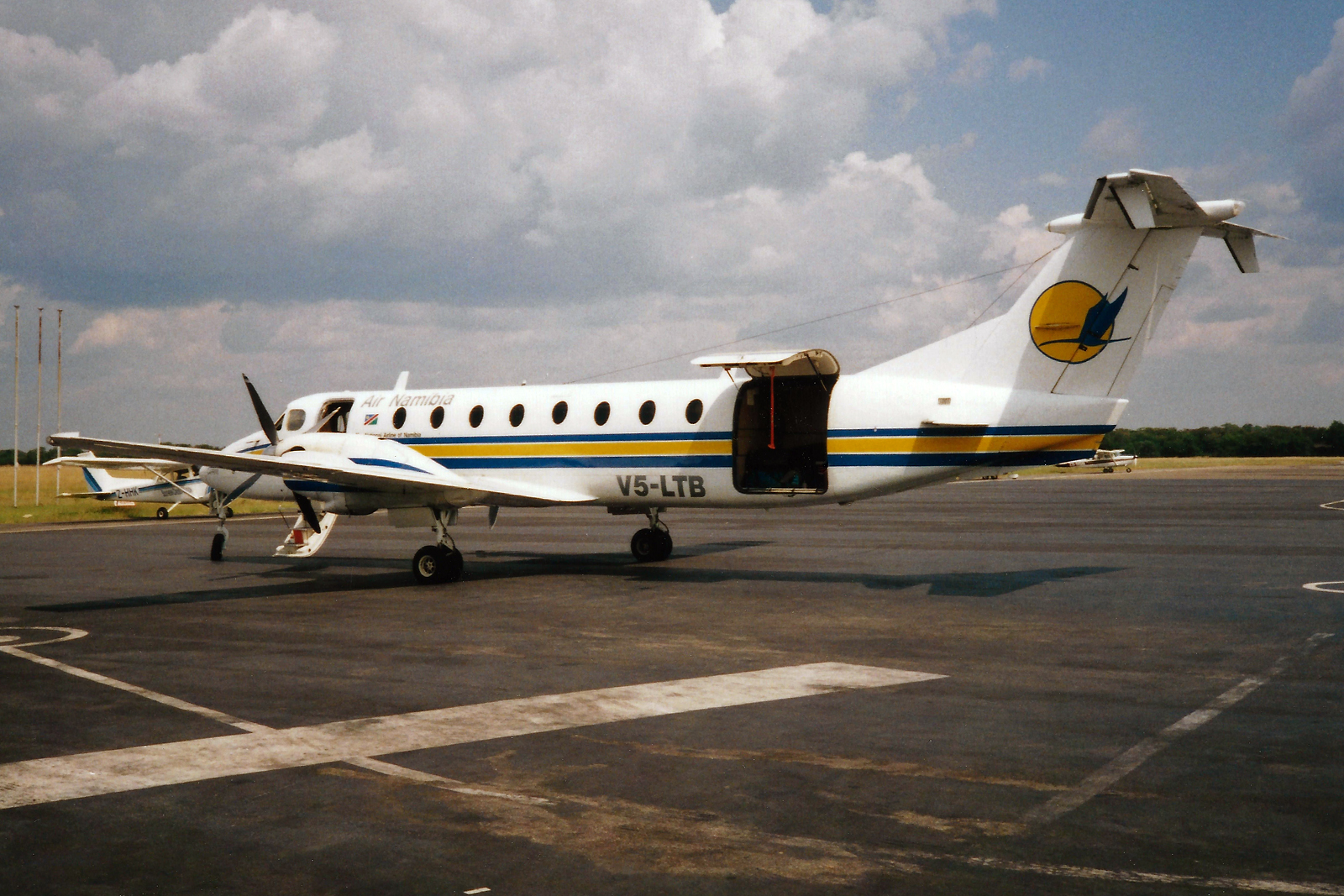
Beechcraft 1900C von Air Namibia mit dem Kennzeichen V5-LTB

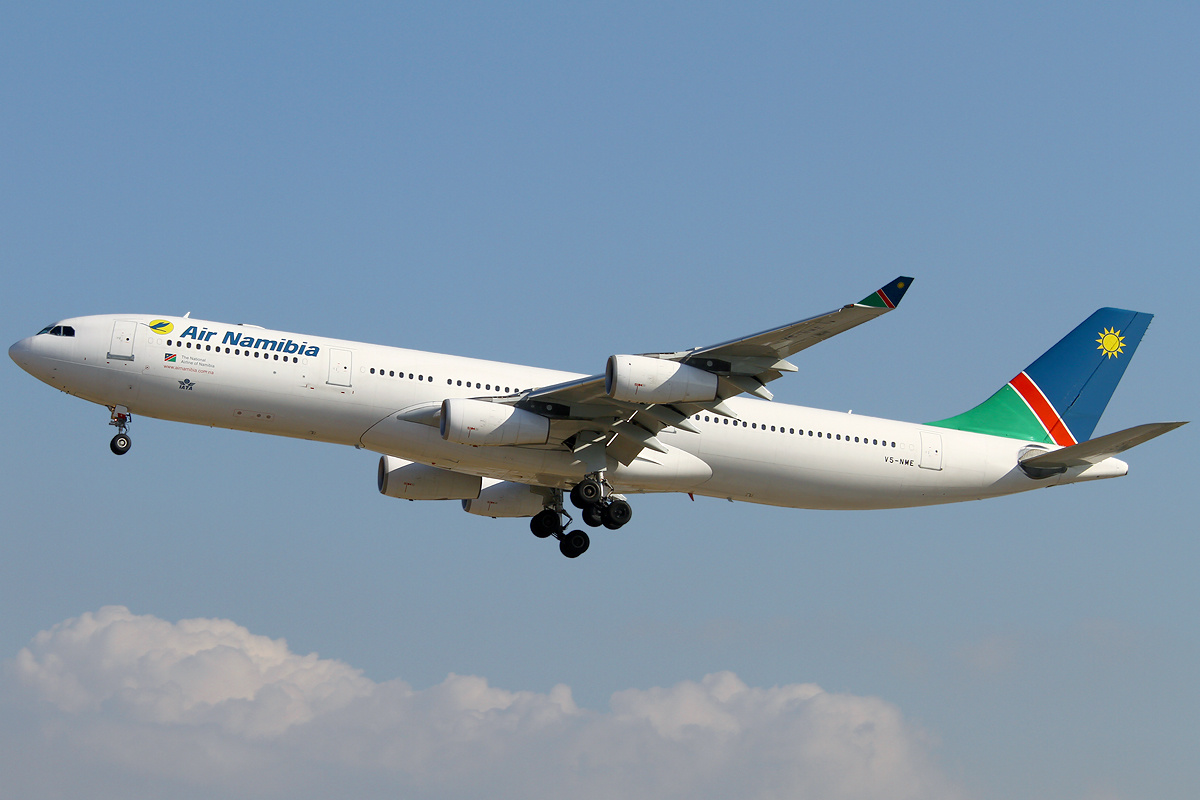
Airbus A340-300 von Air Namibia 2011 am Flughafen Frankfurt mit dem Kennzeichen V5-NME

Die Fluggesellschaft wurde 1947 unter dem Namen South West Air Transport gegründet. Im Jahr 1959 wurde sie mit Oryx Aviation unter dem Namen Suidwes Lugdiens (Afrikaans für Südwest Luftdienst) bzw. South West Airways zusammengeschlossen. Die kleine Fluggesellschaft Namib Air wurde 1966 eine Tochtergesellschaft von Suidwes Lugdiens. Im Jahr  1978 wurde der Name der gesamten Gruppe zu Namib Air geändert.
Im Jahr 1982 erwarb die südafrikanische Regierung die Aktienmehrheit und erklärte Namib Air zur Hauptfluggesellschaft des damals von Südafrika verwalteten Südwestafrika. Im Jahr  1989 fanden erste direkte Flüge mit der Boeing 737 zwischen Windhoek, Johannesburg und Kapstadt statt. Die Unabhängigkeit Namibias 1990 ermöglichte eine Ausdehnung des Flugbetriebs, seit diesem Jahr wurde Frankfurt am Main angeflogen.
Seit 1991 trug die Fluggesellschaft den Namen Air Namibia.
Für die Bedienung von Langstreckenzielen leaste man 1990 eine Boeing 747SP von South African Airways. Aufgrund dieser finanziellen Fehlentscheidung wurde der Geschäftsführer Jaafar bin Ahmad wenig später entlassen. Diese Maschine wurde 1998 durch eine Boeing 767-300 ersetzt. 1999 erwarb Air Namibia eine Boeing 747-400M Combi; neben Passagieren konnte so auch Fracht zugeladen werden. Als sich diese Maschine als zu groß und damit auch zu unwirtschaftlich erwies, wurde sie verkauft und durch zwei geleaste McDonnell Douglas MD-11 abgelöst, diese wiederum nur wenige Monate später durch zwei von BCI geleaste Airbus A340-300.
Mitte 2009 wurden die Flüge nach London-Gatwick eingestellt. Seitdem war Frankfurt das einzige europäische Ziel der Gesellschaft.
Seit Mitte Dezember 2009 bot Air Namibia sein neues, voll automatisiertes Vielfliegerprogramm mit dem Namen reward$ an. Es basierte auf dem Sammeln von Meilen und entspricht damit, samt einer nötigen Registrierung bei Air Namibia, den üblichen Vielfliegerprogrammen der großen internationalen Fluggesellschaften. Parallel und noch bis Januar 2010 bot Air Namibia ein manuelles Programm an, das auf dem Sammeln von Bordkarten basierte und Rabatte oder Upgrades ermöglichte.
Ende Januar 2011 gab Air Namibia bekannt, dass zwei fabrikneue Airbus A319-100 die beiden Boeing 737 auf den Regionalstrecken ersetzen. Diese wurden im Januar 2013 ausgeliefert. Es handelt sich um die ersten Flugzeuge in Besitz von Air Namibia seit etwa 20 Jahren. Mitte März 2012 wurde zudem bekanntgegeben, dass die beiden Airbus A340-300 durch zwei Airbus A330-200 ersetzt werden. Im September 2013 wurde eines dieser Flugzeuge dem neuen Besitzer ausgeliefert.
Am 16. Juni 2014 stand Air Namibia kurz vor dem Erlöschen ihrer Betriebslizenz durch die International Civil Aviation Organization (ICAO), da das Management diese nicht rechtzeitig verlängern ließ. Es wurde kurzfristig ein Aufschub gewährt und die Lizenz ist schließlich nicht verfallen. In dem Zusammenhang wurden die Geschäftsführerin und der Flughafenbetriebsleiter von Air Namibia entlassen. Die Leitung der Fluggesellschaft hatte am 28. Juni 2014 amtierend der Schweizer Luftfahrtexperte René Gsponer übernommen. Er war zuvor bereits COO. Ende Juli 2015 wurde er von dem Amt enthoben und am 12. August 2015 Mandi Samson als amtierende Geschäftsführerin eingesetzt. Sie gab ihr Amt im März 2019 auf und wurde interimistisch durch CCO Xavier Masule ersetzt. Er trat von dem Posten des Interims-CEO am 10. Februar 2020 zurück. Neuer amtierenden Geschäftsführer wurde der CHRO Elia Erastus.
Im Februar 2020 stellte Air Namibia ihre ehemals lukrativste (von 1998 bis 2015) Verbindung von Windhoek nach Luanda in Angola ein.
Am 6. Juli 2020 teilte das Verkehrsministerium die Aussetzung der Lizenz von Air Namibia zum 9. Juli 2020 mit. Bis zum 23. Juli 2020 hatte die Gesellschaft Zeit, die nötigen Finanzmittel aufzubringen. Ansonsten sollte die Lizenzen endgültig widerrufen werden. Das Obergericht in Windhoek stimmte in einem Eilverfahren in der Nacht auf den 9. Juli Air Namibia zu und erlaubt vorerst den Weiterbetrieb.
Am 3. Februar 2021 trat Air Namibia an die Öffentlichkeit und versprach die Einstellung aller unlukrativen Strecken (d. h. aller außer denen von Windhoek nach Katima Mulilo, Rundu, Ondangwa und Walvis Bay) und die Nutzung der eigenen sechs Flugzeuge. Sieben Tage später wurde die Liquidierung und Einstellung des Betriebes verkündet. Am 26. Februar 2021 wurde die Fluggesellschaft vorläufig vom Obergericht liquidiert. Am 26. März 2021 wurde die Insolvenz und Liquidierung von Air Namibia durch das Gericht, ohne Einsprüche, genehmigt.
Am 28. April 2021 wurden die beiden Langstreckenflugzeuge vom Typ Airbus A330-200 nach Leipzig überführt und an den Leasinggeber Castlelake übergeben. Die frühzeitige Rückgabe der Maschinen kostet den namibischen Staat 1,6 Milliarden Namibia-Dollar und damit N$ 667 Millionen weniger als die Leasingkosten bei regulärer Beendigung des Vertrages. Die zwei Langstreckenflugzeuge vom Typ Airbus A330-200 wurden im November 2021 via Zürich zum Flughafen Lourdes überführt. Dort sollen die beide Flugzeuge voraussichtlich zeitnah verschrottet werden. Ein weiterer Airbus A319-100 steht immer noch in Windhoek.(Stand Juli 2021)
Im Oktober 2021 unterbreitete ein südafrikanisches Startup, BDS Airways, ein Kaufangebot für die insolvente Air Namibia in Höhe von 3,2 Milliarden Namibia-Dollar. Das Angebot wurde im Januar 2022 auf 1,4 Milliarden Namibia-Dollar reduziert.
Einem Wiederaufleben der Fluggesellschaft wurde zunächst im Januar 2024 eine Absage erteilt.

### Finanzielle Situation
Air Namibia war vollständig in Staatsbesitz und konnte den Geschäftsbetrieb nur durch Finanzspritzen der Regierung Namibias aufrechterhalten. Die Regierung rechtfertigte die Zahlungen an die defizitär arbeitende Fluggesellschaft mit der Bedeutung von Air Namibia für den wichtigen Tourismus-Sektor, um dort hohe Abhängigkeiten von ausländischen Fluggesellschaften zu minimieren.
Im Jahr 2007 wurde die Fluggesellschaft mit 538,6 Millionen N$ unterstützt, mit denen unter anderem ein Überziehungskredit abgelöst wurde. Im Finanzjahr 2009/2010 sollten es voraussichtlich noch ca. 100 Millionen N$ gewesen sein. Am 7. Oktober 2009 veröffentlichte Air Namibia mit zwei Jahren Verspätung den Jahresbericht 2007. Hieraus geht hervor, dass Air Namibia im Geschäftsjahr 2006/2007 Schulden in Höhe von mehr als 100 Millionen N$ angehäuft hat. Im Jahr 2006 betrug der Nettoverlust noch 221 Millionen N$. Aufgrund der finanziellen Lage wurden keine Dividenden ausgeschüttet. Außerdem geht aus dem Jahresbericht hervor, dass Air Namibia bis März 2007 Schulden in Höhe von mehr als 3 Milliarden Namibia-Dollar angehäuft hatte. Allerdings konnte der Umsatz im Finanzjahr 2007 um rund 32 Prozent auf 854 Millionen Namibia-Dollar gesteigert werden. Die Betriebskosten stiegen um 11 %, sodass der Betriebsverlust von 325,1 Millionen auf 233,4 Millionen Namibia-Dollar gesunken ist.
Am 2. Dezember 2010 wurde bekannt, dass Air Namibia Soforthilfen in Höhe von 176 Millionen N$ sowie Bankgarantien in Höhe von N$ 378 Millionen genutzt hat, damit der Flugbetrieb sichergestellt werden kann.
Im Jahr 2011 betrug der Staatszuschuss an Air Namibia etwa 80 Millionen N$. 2008/2009 betrug der Umsatz bereits 1,3 Milliarden N$, sank 2009/10 auf 1,1 Milliarden N$ und sollte 2010/11 geschätzte 1,2 Milliarden N$ betragen haben.
Ende Juli 2011 genehmigte das namibische Parlament weitere 1,2 Milliarden Namibia-Dollar für drei Jahre um einen erneuten Turnaroundplan zu finanzieren.
Im Finanzjahr 2012/2013 sind 500 Millionen N$ als staatliche Unterstützung eingeplant worden. Ab dem Finanzjahr 2015/2016 will die Fluggesellschaft profitabel arbeiten.
Im Februar 2013 wurde durch Presseartikel bekannt, dass die finanzielle Schieflage von Air Namibia offenbar noch andere Auswirkungen hat, nicht nur die Streichung zahlreicher Linienflüge nach Frankfurt. Ebenfalls soll die Accra-Route aus Kostengründen gestrichen werden. Unbestätigten Angaben zufolge ist die Fluggesellschaft mit der Zahlung des Arbeitgeberanteils für die Pensionskasse ihrer Mitarbeiter mit drei Monaten im Verzug.
In den beiden Finanzjahren 2013/14 und 2014/15 unterstützte die namibische Regierung Air Namibia mit knapp 2 Milliarden Namibia-Dollar.
In den Monaten Juli, August und September 2014 konnte Air Namibia einen operativen Gewinn verzeichnen.
Die staatliche finanzielle Unterstützung für Air Namibia wird für 2014 bis 2017 mit 1,8 Milliarden Namibia-Dollar angegeben.
Für die Finanzjahre 2015/16 und 2016/17 soll Air Namibia insgesamt 1,93 Milliarden Namibia-Dollar an Subventionen erhalten. In den drei Finanzjahren 2016 bis 2019 erhält Air Namibia jährlich etwa 750 Millionen Namibia-Dollar an Subventionen.
Anfang 2018 stiegen die monatlichen Betriebskosten der Fluggesellschaft auf N$ 300 Millionen. Zur Aufrechterhaltung des Flugbetriebes war der Verkauf der beiden eigenen Flugzeuge geplant, da weder der Staat noch private Banken weiteres Geld zur Verfügung stellen wollten.
Im September 2018 hat Air Namibia die Jahresabschlüsse der vergangenen 17 Jahre nachgereicht. Eine Finanzspritze von 2,5 bis 3 Milliarden Namibia-Dollar könne die Gesellschaft auf eigene Beine stellen. Insgesamt haben in den vergangenen 18 Jahren die Subventionen bei mindestens sechs Milliarden Namibia-Dollar gelegen.
Seit einer Gerichtsentscheidung werden seit Anfang 2019 Gelder der Air Namibia in Deutschland festgesetzt, um Schulden in Höhe von 25 Millionen Euro gegenüber der belgischen Challenge Air zu begleichen.
Die angespannte finanzielle Lage zeigte sich auch durch das Grounding von drei der vier Airbus A319 im Juni 2019. Hintergrund waren unbezahlte Rechnungen bei einer südafrikanischen Wartungsfirma. Nur zwei von neun Regionalstrecken seien profitabel.
Im August 2019 wurde von der Regierung Namibias bestätigt, dass die Abwicklung der Fluggesellschaft aufgrund der immensen Kosten die wahrscheinlichste von vier Möglichkeiten sei. Einen Monat später wurden Partnerschaften mit Lufthansa, South African Airways oder Ethiopian Airlines in Aussicht gestellt.
Durch die COVID-19-Pandemie verschlechterte sich die Lage von Air Namibia noch einmal drastisch. Laut Schätzungen verliere die Fluggesellschaft dadurch umgerechnet ca. 59 Millionen Euro. Staatspräsident Hage Geingob sagte dazu am 4. Juni 2020, dass die Fluggesellschaft endgültig liquidiert werden müsse, da sie keine Gewinne abwerfe und immer wieder neue Geldmittel benötige. Im September wurde ein kurzfristiger Finanzbedarf von 193 Millionen Namibia-Dollar angekündigt und eine erneute staatliche Rettung beantragt.
Am 27. Oktober 2020 wurde Air Namibia vom Billing and Settlement Plan (BSP) der International Air Transport Association (IATA) aufgrund ausstehender Zahlungen suspendiert.
Die Liquidierung durch das Obergericht wurde am 29. Januar 2021 zunächst durch eine außergerichtliche Einigung abgewendet. Dennoch hielt der Staat als Alleineigentümer an einer geordneten Insolvenz fest.

## Flugziele
Neben Inlandszielen bediente Air Namibia ab Windhoek auch internationale Ziele im südlichen Afrika, d. h. in Botswana, Sambia, Simbabwe und Südafrika. Die Strecke nach Frankfurt war die einzige Verbindung nach Europa und wurde bis zu täglich bedient. Die Einstellung der Route wurde, aufgrund eines jährlichen Minus von bis zu 300 Millionen Namibia-Dollar, im April 2017 vom namibischen Finanzministerium sowie Ministerium für Staatsunternehmen empfohlen.
Am 19. November 2017 wurden drei wöchentlichen Direktflüge zwischen Ondangwa und Walvis Bay aufgenommen, die im März 2019 wieder eingestellt wurden.

### Streckenplanungen
Air Namibia hatte 2017 weitere Verbindungen nach Angola und erstmals nach Kenia sowie in die Türkei angekündigt.
Im April 2017 erhielt Air Namibia, als eine von nur sechs Fluggesellschaften afrikaweit, die Rechte in die Vereinigten Staaten von Amerika zu fliegen. Dieses Recht sollte zunächst durch Codeshare- und mögliche Wetlease-Abkommen in Anspruch genommen werden. Zudem wurden im Mai 2017 drei weitere Ziele in Afrika für 2017 in Aussicht gestellt.
Am 22. August 2017 kündigte Air Namibia die Aufnahme einer Verbindung via Lagos in Nigeria nach Accra in Ghana an. Die Verbindung wurde zum 29. Juni 2018 aufgenommen und bereits am 24. Mai 2019 wieder eingestellt.
Im Mai 2018 wurden drei neue Ziele in Angola in Aussicht gestellt: Ondjiva, Moçâmedes und Benguela. Im Oktober 2018 wurden mit Nairobi in Kenia, Brazzaville in der Republik Kongo, Maputo in Mosambik und Libreville in Gabun vier neue Strecken in Aussicht gestellt. Zudem gäbe es Planungen, direkt Accra in Ghana mit London zu verbinden.
Keine der geplanten Strecken wurde bis zur Einstellung des Betriebes im Februar 2021 realisiert.

### Codeshare
Seit 2013 bestand ein Codeshare-Abkommen mit der kenianischen Kenya Airways.
Über ein Abkommen mit Lufthansa wurden seit dem 18. Februar 2014 auch London-Heathrow und fünf weitere Flughäfen in Großbritannien bedient. Zudem konnte das gesamte Netz der Lufthansa in Deutschland genutzt werden.
Seit dem 13. Februar 2015 (mit Flugplan 2015/16) bestand eine Partnerschaft mit Condor für Anschlussflüge durch Air Namibia im südlichen Afrika. Diese wurde Anfang 2017 in ein Codeshare-Abkommen umgewandelt.
Seit Anfang 2017 bestanden auch Codeshare-Abkommen mit Ethiopian Airlines und Turkish Airlines.

## Flotte

### Flotte bei Betriebseinstellung

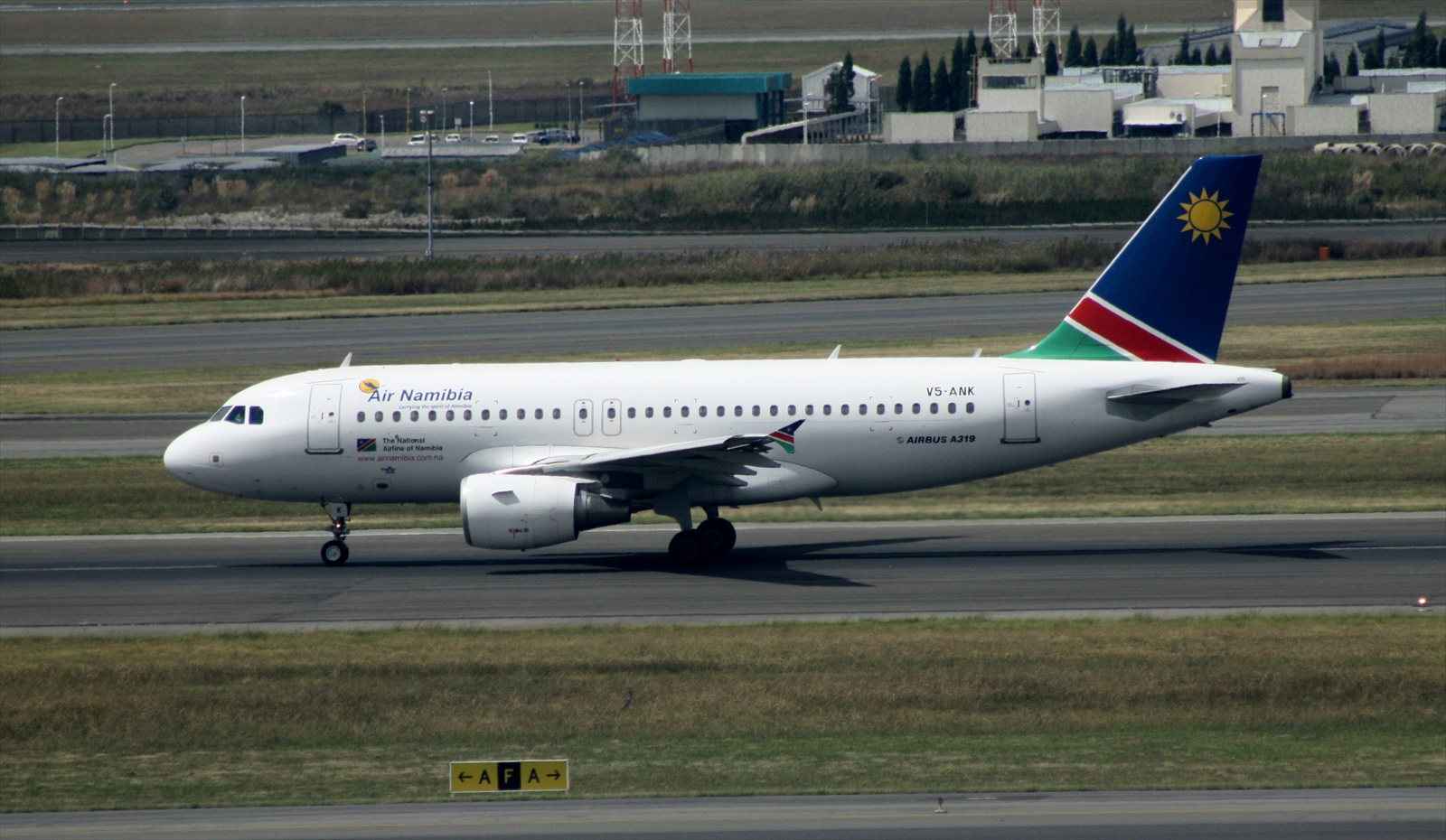
Airbus A319-100 der Air Namibia

Mit Stand März 2020 bestand die Flotte der Air Namibia aus neun Flugzeugen mit einem Durchschnittsalter von 13,1 Jahren. Nach Eigenaussage von Air Namibia (Stand März 2020) verfügte die Airline wie in den Vorjahren über zehn Flugzeuge, jeweils vier Embraer 135 und Airbus A319 sowie zwei Airbus A330.
| Flugzeugtyp       | Anzahl | bestellt | Anmerkungen                                                                                       | Sitzplätze   |
| ----------------- | ------ | -------- | ------------------------------------------------------------------------------------------------- | ------------ |
| Airbus A319-100   | 3      |          | 2 in Besitz von Air Namibia                                                                       | 112 (16/96)  |
| Airbus A330-200   | 2      |          | Im Jahr 2013 für 12 Jahre (bis 2025) geleast. Vom namibischen Staat und nicht Air Namibia geleast | 244 (30/214) |
| Embraer ERJ 135ER | 4      |          | sämtlich in Besitz des namibischen Staates                                                        | 37 (–/37)    |
| Gesamt            | 9      | -        |                                                                                                   |              |

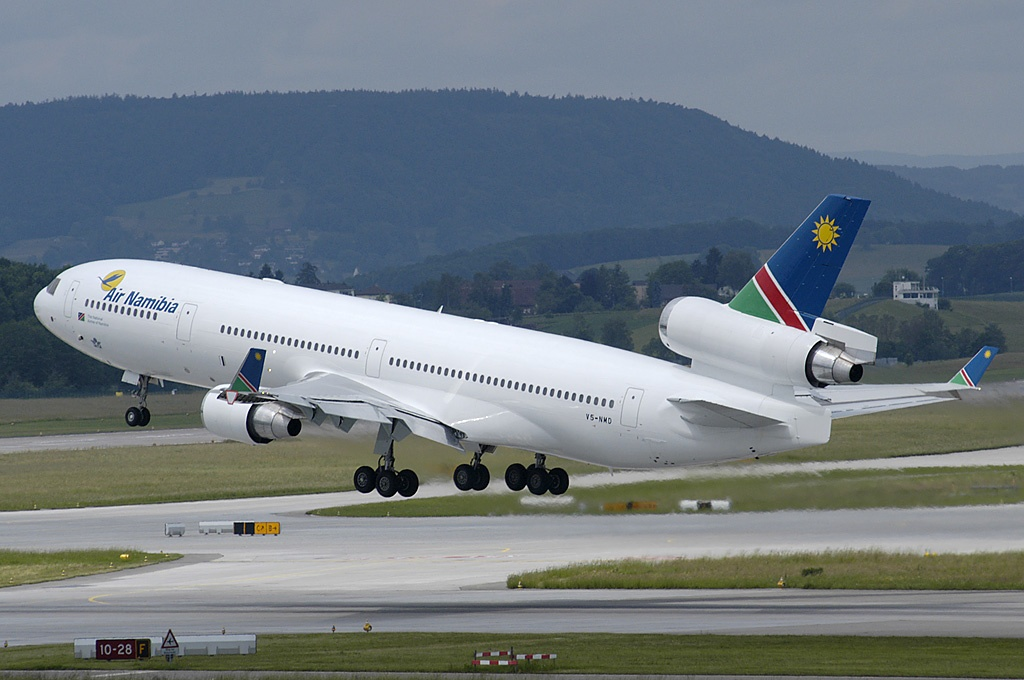
MD-11 der Air Namibia mit dem Luftfahrzeugkennzeichen V5-NMD am Flughafen Zürich im Jahr 2005

Im Mai 2017 gab der russische Hersteller Suchoi die Bestellung von drei Suchoi Superjet 100 durch Air Namibia bekannt. Air Namibia dementierte dies.

### Zuvor eingesetzte Flugzeuge
In der Vergangenheit betrieb Air Namibia unter anderem Airbus A340-300, Beechcraft 1900, Boeing 737, Boeing 767 und 747. Air Namibia setzte zudem kurzzeitig 2018 im Wet-Lease Flugzeuge des Typs Embraer ERJ 145 von Westair Aviation ein.

## Personal
Air Namibia griff bei ihren Piloten zu 90 Prozent (Stand August 2018) auf Namibier zurück. Von den Piloten seien 10 Prozent Ausländer, die für maximal sechs Monate übergangsweise beschäftigt werden. Für Air Namibia flogen 20 Pilotinnen, 40 Prozent der Piloten stammten aus vormals benachteiligten Bevölkerungsgruppen. Pro Jahr wende die Airline 30 Millionen Namibia-Dollar für die Pilotenausbildung auf.

## Auszeichnungen
Air Namibia erhielt im Jahr 2016 zum 12. Mal für Johannesburg und/oder Kapstadt den ACSA Feather Award der südafrikanischen Flughafengesellschaft Airports Company South Africa (ACSA) als nach Kundenumfragen „Beste regionale Fluggesellschaft“.
Im Oktober 2015 wurde Air Namibia zur „Besten Regionalfluggesellschaft“ in Simbabwe ausgezeichnet. 2016, 2017 und 2018 erhielt Air Namibia von Skytrax die Auszeichnung als zweitbeste Regionalfluggesellschaft in Afrika.
Air Namibia zählte im August 2014 zu den zehn pünktlichsten Fluggesellschaften der Erde.
Im September 2016 wurde Air Namibia in Deutschland auf Platz 9 der beliebtesten Fluggesellschaften in der Economy Class gewählt.
Im Dezember 2016 erhielt Air Namibia bei den Cheapflight Travel Awards in Südafrika die Auszeichnung als „Beste Fluggesellschaft Afrikas“.

## Zwischenfälle
Bis einschließlich Februar 2021 gab es keine Zwischenfälle von Air Namibia, bei denen Personen getötet oder Flugzeuge irreparabel beschädigt wurden.